# Локсштедт
Ло́ксштедт (нім. Loxstedt), або Ло́кс (ниж.-нім. Lox) — громада (муніципалітет) в Німеччині, Нижня Саксонія, район Куксгафен. Розташована південному заході району, на східному березі річки Везер. Площа — 141,24 км². Населення — 15.980 осіб (2015); густота населення — 110 осіб/км². Складається з 21 села. Поштовий код — 27612.

## Історія
Вперше згадується в історичних джерелах 1059 року як Lacstidi, що належало Саксонському герцогству. У ХІІ столітті стало власністю католицького Бременського архієпископства. В середині XVI ст., під час Реформації, населення громади прийняло лютеранство. У 1628—1630 роках, в ході Тридцятилітньої війни було захоплено силами Католицької ліги під проводом генерала Йоганна Тіллі. 1648 року увійшло до складу Бременського герцогства, що виникло на базі секуляризованого архієпископства. Від 1715 року перебувало під управлінням Ганноверської династії. 1807 року окуповане Вестфальським королівством, а 1810 — до Наполеонівською Францією. 1814 року повернене Гановерському королівству, що з 1866 року стало Ганноверською провінцією Пруссії. 1974 року до громади були приєднані малі поселення, що в минулому належали до міста-держави Ольденбург.

## Галерея

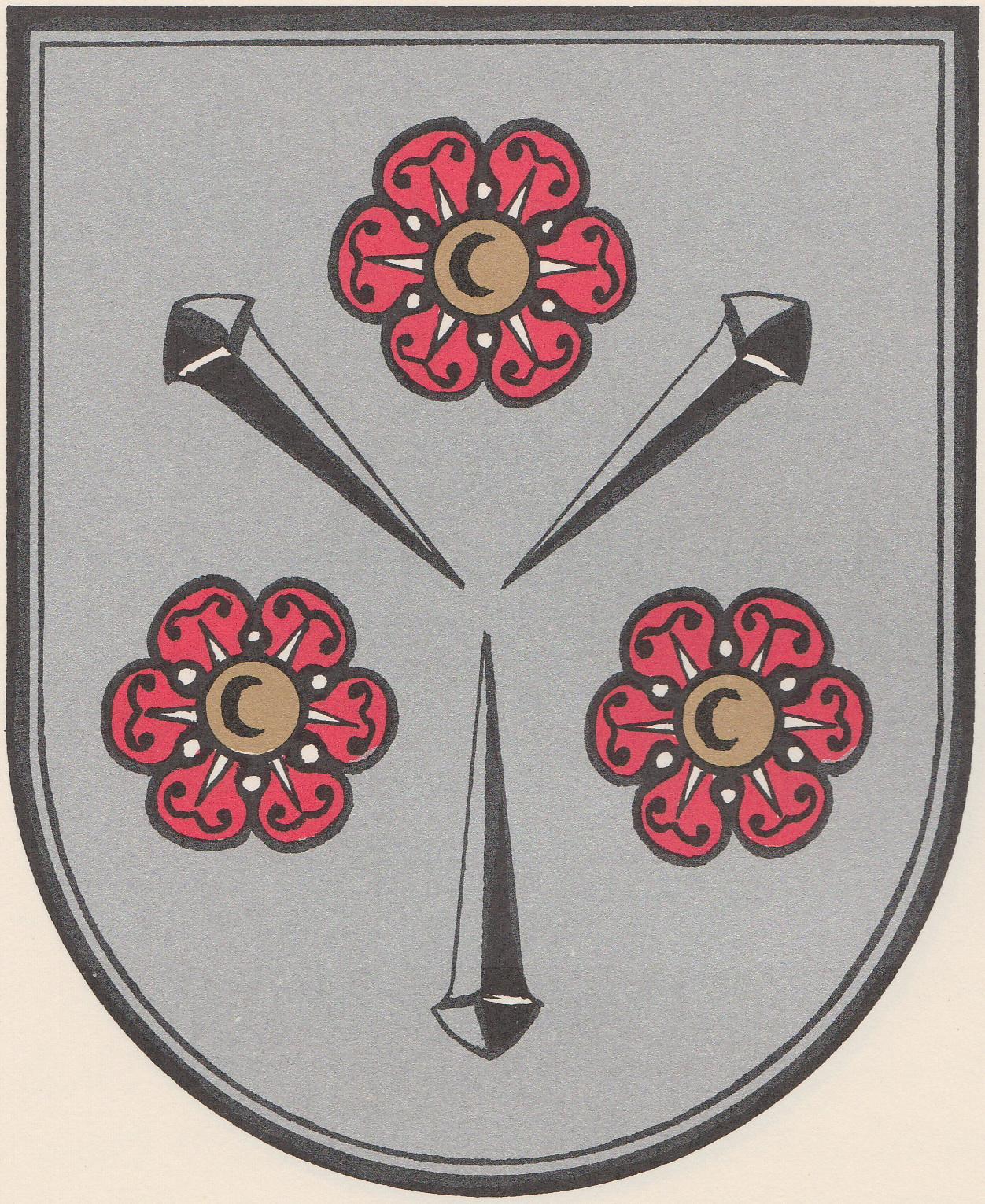
Старий герб
Новий герб
Центр Локсштедта
Карта Локсштедта
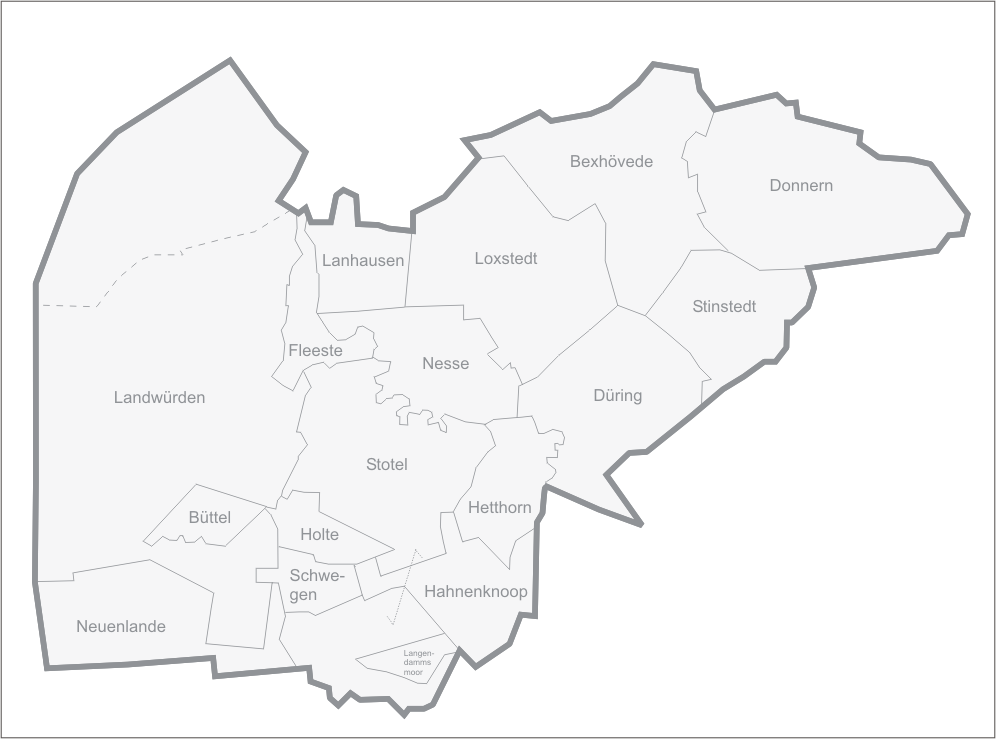
Поділ Локсштедта
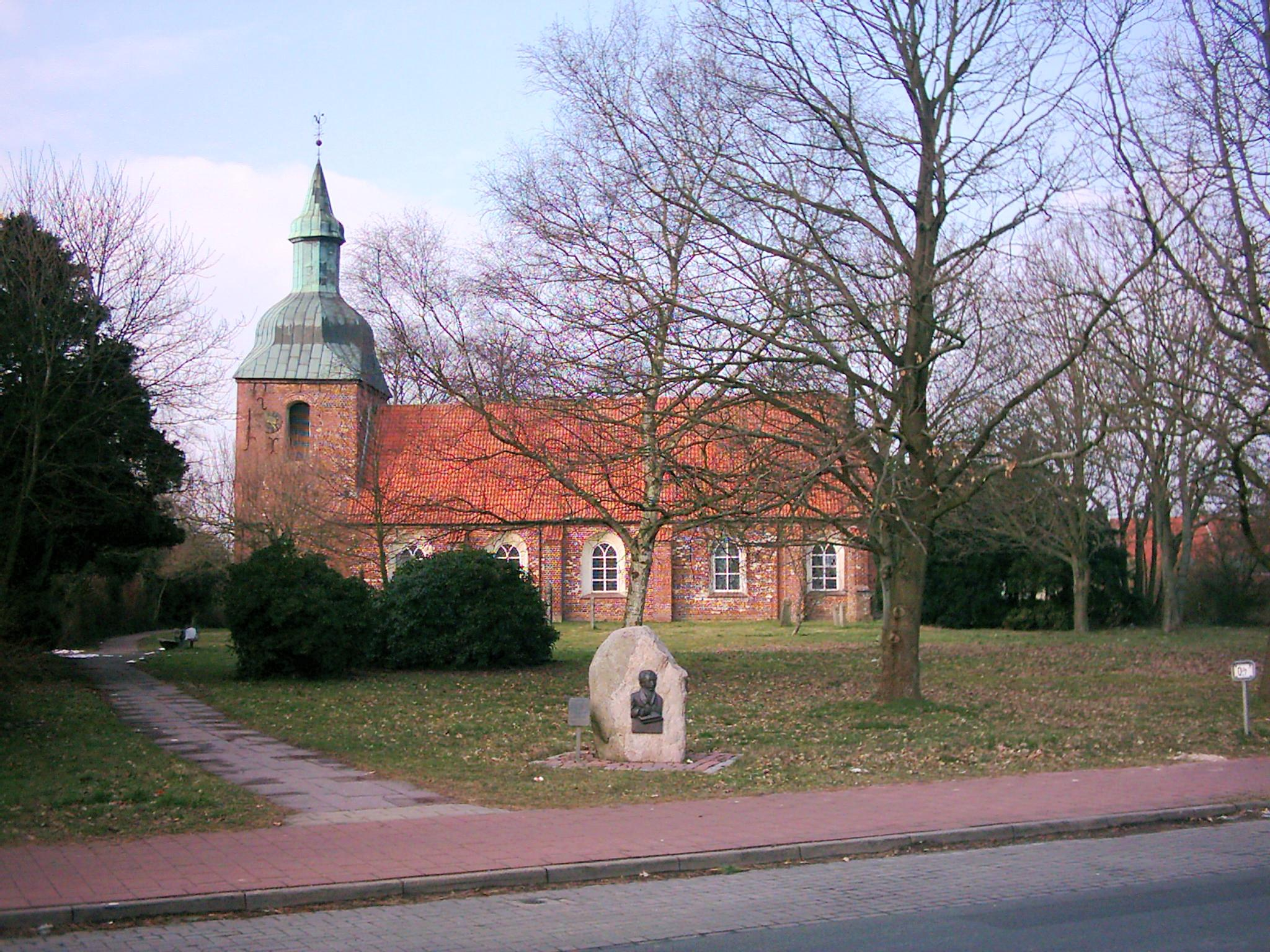
Церква св. Марії

## Адміністративний поділ
- Бексгефеде

## Уродженці
- Альберт фон Буксгевден (1165—1229) — перший ризький єпископ.